# Хосе Валенсуела
Хосе Артуро Валенсуела Гастелум (англ. José Arturo Valenzuela Gastélum; 25 травня 1999) — американський професійний боксер мексиканського походження, чемпіон світу за версією WBA (2024—2025) в першій напівсередній вазі.

## Професіональна кар'єра
Дебютував на профірингу 2018 року.
16 квітня 2022 року, маючи рекорд 11-0, вийшов на бій за звання чемпіона континентальної Америки за версією WBC в легкій вазі проти ексчемпіона світу Франсіско Варгаса (Мексика) і нокаутував суперника в першому раунді. 4 вересня 2022 року втратив титул, поступившись нокаутом в третьому раунді домініканцю Едвіну Де Лос Сантос.
25 березня 2023 року зазнав другої невдачі, поступившись одностайним рішенням суддів Крісу Кольберту (США). 16 грудня 2023 року в реванші нокаутував Кольберта в шостому раунді.
3 серпня 2024 року вийшов на бій проти чемпіона світу за версією WBA в першій напівсередній вазі Ісаака Круса (Мексика) і несподівано для багатьох здобув перемогу розділеним рішенням.
В першому ж захисті 1 березня 2025 року зазнав беззаперечної поразки від Гері Антуан Расселла, втративши звання чемпіона.

### Таблиця боїв
| 14 Перемог (9 нокаутом, 5 за рішенням суддів), 3 Поразки (1 нокаутом, 2 за рішенням суддів) |               |                     |        |            |                 |                                                     |                                                                |
| №                                                                                           | Результат     | Противник           | Спосіб | Раунд, час | Дата            | Місце проведення                                    | Примітки                                                       |
| 17                                                                                          | Поразка 14-3  | Гері Антуан Расселл | SD     | 12         | 1 березня 2025  | Барклайс-центр, Бруклін, Нью-Йорк                   | Втратив титул чемпіона світу WBA в першій напівсередній вазі.  |
| 16                                                                                          | Перемога 14-2 | Ісаак Крус          | SD     | 12         | 3 серпня 2024   | БМО Стедіум, Лос-Анджелес, Каліфорнія               | Завоював титул чемпіона світу WBA в першій напівсередній вазі. |
| 15                                                                                          | Перемога 13-2 | Кріс Кольберт       | KO     | 6 (12)     | 16 грудня 2023  | Minneapolis Armory, Міннеаполіс, Міннесота          |                                                                |
| 14                                                                                          | Поразка 12-2  | Кріс Кольберт       | UD     | 10         | 25 березня 2023 | MGM Grand Garden Arena, Парадайз, Лас-Вегас, Невада |                                                                |